# Собесежно
Собесежно (пол. Sobiesierzno) — село в Польщі, у гміні Бродниця Бродницького повіту Куявсько-Поморського воєводства.
Населення — 149 осіб (2011).
У 1975-1998 роках село належало до Торунського воєводства.

## Демографія
Демографічна структура станом на 31 березня 2011 року:
|          | Загалом | Допрацездатний вік | Працездатний вік | Постпрацездатний вік |
| -------- | ------- | ------------------ | ---------------- | -------------------- |
| Чоловіки | 72      | 19                 | 46               | 7                    |
| Жінки    | 77      | 23                 | 41               | 13                   |
| Разом    | 149     | 42                 | 87               | 20                   |